# 约翰·布赖恩·沃德-珀金斯
约翰·布赖恩·沃德-珀金斯（1912年2月3日—1981年5月28日）是一位英国建筑史学家和考古学家，毕业于温彻斯特公学和牛津大学新学院，曾在1936至1939年间在倫敦博物館担任莫蒂默·惠勒的助手，1981年当选美國哲學會外籍会士。